# Mola de Pasqual
La Mola de Pasqual és una muntanya de 551 metres que es troba al municipi de Prat de Comte, a la comarca de la Terra Alta.